# 折輝真透
折輝 真透（おりてる まとう、1991年 -）は、日本の小説家。東京都出身。

## 経歴・人物
2018年、「マーチング・ウィズ・ゾンビーズ」で第4回ジャンプホラー小説大賞〈金賞〉を受賞し作家デビューした。2019年4月、「あしあと」が第39回横溝正史ミステリ&ホラー大賞最終候補作となる。2019年7月、「それ以上でも、それ以下でもない」が第9回アガサ・クリスティー賞を受賞。2020年4月には、須賀祥名義で投稿した「上海」が第11回創元SF短編賞を受賞した。「上海」は「蒼の上海」と改題のうえ、アンソロジー『Genesis されど星は流れる 創元日本SFアンソロジー』に収録された。

## 作品リスト

### 単行本
- 『マーチング・ウィズ・ゾンビーズ ぼくたちの腐りきった青春に』（集英社 ジャンプ ジェイ ブックス、2019年6月）
- 『それ以上でも、それ以下でもない』（早川書房、2019年11月）
- 『映画ノベライズ とんかつDJアゲ太郎』（集英社オレンジ文庫、2020年6月）

### アンソロジー収録作品
- 「蒼の上海」 - 『Genesis されど星は流れる 創元日本SFアンソロジー』（東京創元社、2020年8月）

### 雑誌掲載作品
エッセイなど
- 「第9回アガサ・クリスティー賞 受賞の言葉」 - 『ミステリマガジン』2019年11月号
- 「コーヒーの魅力とその弊害」 - 『別冊文藝春秋』2020年3月号